# ام.اس. ساتیو
ام. اس. ساتیو (انگلیسی: M. S. Sathyu؛ زادهٔ ۶ ژوئیهٔ ۱۹۳۰) کارگردان فیلم و کارگردان هنری اهل هند است.
وی همچنین برندهٔ جوایزی همچون جایزه فیلم‌فیر جنوب شده‌است.